# HD 148287
HD 148287，又名BD+02 3106，SAO 121604、HR 6124，是一颗恒星，视星等为6.07，位于銀經16.87，銀緯32.91，其B1900.0坐标为赤經16h 21m 47.7s，赤緯+2° 32.91′ 27″。